# C.F. Moltke
Anthon Carl Frederik Moltke (født 8. maj 1784 i Aalborg, død 12. december 1863 på Frederiksberg Slot) var en dansk officer.

## Tidlig karriere
Faderen, general Adam Ludvig Moltke, sørgede godt for sine sønner, ikke alene ved en omhyggelig opdragelse i hjemmet, men også ved i tide at få dem ansat i Hæren. Kun 3 år gammel blev Moltke fændrik og i sit 10. år sekondløjtnant i faderens regiment, 3. jyske, hvor han stod uafbrudt til 1842, da regimentet blev til 11. linjebataljon, og han blev generalmajor. Så lang en tjenestetid i samme afdeling var endog på hin tid et særsyn, skønt man, for at udvikle korpsånden og bevare traditionen, rokkede så lidt som muligt ved en officersbesætning. Premierløjtnant 1801, kaptajn 1804, major 1813, oberstløjtnant 1826, oberst og kommandør for regimentet 1833; endvidere kammerjunker 1802 og kammerherre 1824, Ridder af Dannebrog 1835 og Dannebrogsmand 1840.

## Under Napoleonskrigene
Moltke førte i sin ungdom et ret interessant og bevæget liv. 1801 opmålte han Jylland til brug for provinsens inddeling i landeværnskredse, 1803 var han divisionsadjudant ved armeen i Holsten, 1805 deltog han i troppesamlingen ved Rendsborg, fra 1807-13 lå han på kystvagt på Lolland, 1808 var han kommandant i en etapelejr ved Præstø for de spanske soldater, der efter opstanden i Roskilde blev sendt til Holsten. I begyndelsen af december 1813 kom han til Lübeck med en del af regimentet – omtrent den eneste forstærkning for auxiliærkorpset efter dets adskillelse fra franskmændene. Mandskabets udrustning var meget mangelfuld (trods vinterkulden gik det i hvide lærredsbukser), men afdelingen gjorde sin pligt under korpsets tilbagegang. Moltke deltog i fægtningen ved Bornhøved og i den kraftig gennemførte kamp ved Sehested. Efter ankomsten til Rendsborg gjorde Moltke sig særlig bemærket ved under et sammenstød med fjenden at kræve og hævde den fra eksercerpladsen tilvante orden i geledderne. 1814 rykkede Moltke ud for at kæmpe mod Danmarks tidligere våbenfælle Frankrig, men freden blev sluttet, da han var kommet til Rhinen. 1815 var Moltke med på en lignende march til Bremen. 1816 fik Moltke garnison i København og fra 1820 i Aalborg. I sin fødeby tilbragte Moltke nu 22 rolige år. Ved personlig elskværdighed – en arv efter faderen – gjorde han sig meget afholdt, så at han, da han 1842 blev generalmajor og kommandør for 3. infanteribrigade i Fredericia, optoges som æresmedlem i korporationer og foreninger i Aalborg. 1845 Kommandør af Dannebrog.

## Under Treårskrigen
Da freden så brat blev brudt 1848, have de unge magthavere næppe tænkt på at gøre Moltke – soldaten fra den gamle skole – til overgeneral, men de ville dog udbytte hans kendskab til personer og forhold i Jylland for at "vække og animere Folkeaanden". Han fik det hverv at rejse en folkevæbning, "Det jyske Reservekorps", men da det straks efter blev betydet ham, at målet kun var det at berolige den stærke spænding i sindene, var folkevæbningen dermed opgivet. Moltke fik så det jyske generalkommando, der blev adskilt fra det fynske, men tjenesten bag fronten tiltalte ikke den gamle troupier. Efter indstændig begæring fik han endelig aktiv kommando, og ærlig og loyalt tjente han under de langt yngre overgeneraler Gerhard von Krogh og Frederik Bülow (denne blev 1809 sekondløjtnant i det regiment, hvor Moltke allerede var kaptajn fra 1804). 23. april 1849 rykkede han i spidsen for sin brigade (4.) frem ad den stærkt beskudte landevej til Kolding; 7. maj samme år deltog han i fægtningen ved Gudsø, og Fredericiaslaget bragte ham Storkorset – med forbigåelse af overgeneralen Bülow! Medens Moltke den følgende vinter var kommanderende general i Nørrejylland, blev han udset til overgeneral i tilfælde af brud på våbenhvilen. 1850 åbnede Moltke med sin 1. division Istedslaget ved dagen forinden at trænge fjenden bort fra forterrænet, og under slaget udførte han ad chausseen den afgørende storm.
1851 blev Moltke, der atter var blevet kommanderende general i Nørrejylland, generalløjtnant efter en indstilling, hvori krigsministeren, C.F. Hansen, udtaler det som "en kjær Pligt at anbefale denne tapre, gamle Soldat". 1858 nedlagde han sin post, men vedblev endnu nogle år at være præses i en rådgivende komité under Krigsministeriet. 1860 stilledes Moltke à la suite. Som Hærens ældste general døde han 12. december 1863 på Frederiksberg Slot, hvor han havde fribolig.

## Familie
Moltke blev gift 1. gang 15. marts 1816 i Vordingborg med Inger Marie Staal (31. juli 1789 i Vordingborg – 25. maj 1819 i København), datter af købmand Lars Terpager Staal (1747-1818) og Else Engel (ca. 1750-1820). Gift 2. gang 21. juli 1820 i Vallø med Henriette Marie Sophie Wilhelmine von der Maase (7. november 1796 i København – 27. juni 1869 på Frederiksberg), datter af premierløjtnant, kammerjunker, senere staldmester, kammerherre Frederik Anthon Adam von der Maase og Vilhelmine Løvenskiold.
Han er begravet på Frederiksberg Ældre Kirkegård.
Moltke er afbildet på litografi af hærens højstkommanderende 1850 efter tegning af Sophus Schack. Litografi fra 1852 af Em. Bærentzen & Co., efter dette træsnit 1853 og 1869 og litografi 1853. Afbildet på litografi af krigsrådet i Vejlby 4. juli 1849 efter tegning af Knud Gamborg, 1889. Fotografier.